# اعلي شنظورة
أعل شنظورة أمير الترارزة (1114 هـ - 1139 هـ / 1703 - 1727 م)، هو الأمير أعْـلِي شَنْظُورَة بن هَدِّي بن أحمد بن دامان بن عزوز بن مسعود بن موسى بن تروز بن هداج بن عمران بن عثمان بن مغفر بن أودي بن حسان أمير إمارة الترارزة في موريتانيا. في زمنه خلف أخاه أعمر آگجيل بن هدي، ووفد على سلطان المغرب مولاي إسماعيل فأعطاه جيشا قاتل به أبناء عمه قبيلة البراكنة، وكانوا أقوى منه في ذلك العهد (قريباً من سنة 1131 هـ / 1719 م). في عهده بدأت التجارة مع فرنسا كما يرجح المؤرخ الفرنسي بول مارتي.